# A doua bătălie din Champagne
Cea de-a doua bătălie din Champagne în Primul Război Mondial a fost o ofensivă franceză împotriva armatei germane invadatoare.

## Bătălia
Pe 25 septembrie 1915, douăzeci de divizii ale Armatei a II-a și Armatei a IV-a din cadrul Groupe d'armées du Centre (GAC, Central Grupul de Armate) au atacat la 9:15 a.m., fiecare diviziune având la dispoziție un front de 1.400-1.800 m. A urmat o a doua linie de șapte divizii, cu o divizie de infanterie și șase divizii de cavalerie în rezervă. Șase divizii germane țineau frontul în partea opusă într-o poziție frontală și o poziție de rezervă R-Stellung (Rückstellung, Poziția de Rezervă) mai în spate. Artileria franceză a beneficiat de vreme bună, dar în noaptea de 24/25 septembrie a început o ploaie torențială ce a căzut până la prânz.
Frontul german a fost rupt în patru locuri, iar două dintre breșe au fost atât de mari încât au ajuns la R-Stellung, unde sârma ghimpată netăiată i-a împiedicat pe francezi să avanseze în continuare. Francezii au capturat 14.000 de prizonieri și mai multe tunuri, dar victimele franceze au fost, de asemenea, mari; germanii anticipaseră atacul francez, fiind capabili să observe pregătirile franceze de pe terenurile înalte și din avanposturi. Principalul efort defensiv a avut loc la R-Stellung, în spatele căruia s-a retras cea mai mare parte a artileriei germane. Un atac de sprijin al Armatei a III-a Franceze pe râul Aisne nu a câștigat teren.
Joffre a alocat două divizii de rezervă la GAC și a ordonat Groupe d'armées de l'Est (GAE, Grupul Armatei de Est) să trimită toată muniția pentru tunurile de 75 mm, cu excepția a 500 de proiectile pentru fiecare tun, către armatele a II-a și a IV-a. Pe 26 septembrie, francezii au atacat din nou, au creat un front de 12,1 km în fața R-Stellung și au câștigat un punct de sprijin într-un singur loc. Au fost capturați 2.000 de militari nemți, dar atacurile împotriva R-Stellung din 27-29 septembrie au spart frontul pe 28 septembrie. Un contraatac german efectuat a doua zi a recucerit terenul, care se afla în mare parte pe o pantă descendentă, privând artileria germană de un punct de observație; Joffre a suspendat ofensiva până când putea fi furnizată mai multă muniție și a ordonat că teritoriul cucerit să fie consolidat și unitățile de cavalerie să fie retrase. Atacuri franceze de mai mică amploare au avut loc în perioada 30 septembrie - 5 octombrie.

## Urmări

### Analiză

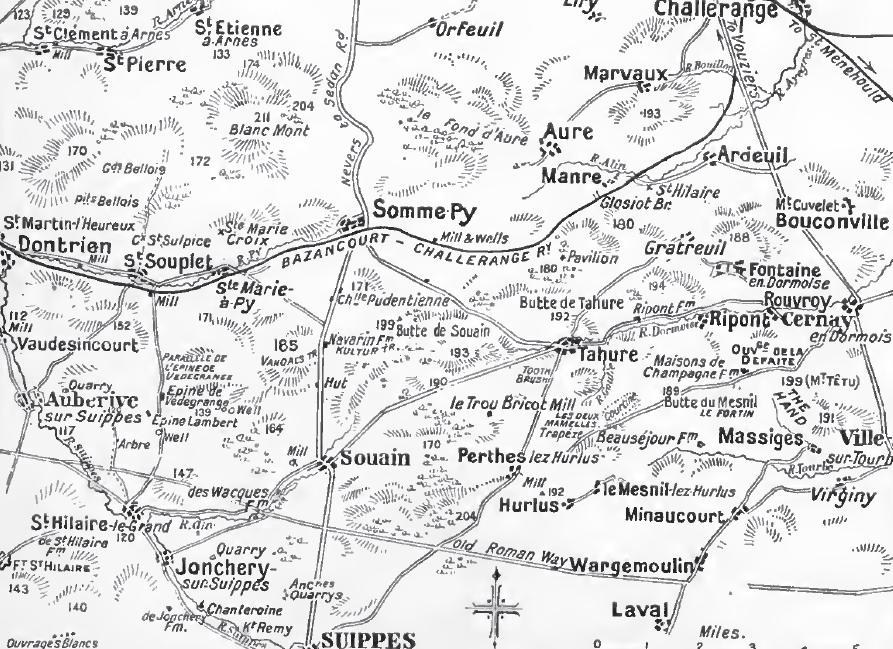
Frontul din Champagne, 1915

Pe 3 octombrie, Joffre a abandonat încercarea de avansare în regiunea Champagne, a ordonat comandanților locali să ducă o luptă de uzură și apoi a încheiat ofensiva pe 6 noiembrie. Ofensiva în regiunea Champagne a dus la avansarea Armatei Franceze pe o adâncime de aproximativ 4 km, rezultând circa 100.000 de victime franceze și britanice, mai mari decât pierderile germane. Francezii au atacat în Champagne cu 35 de divizii împotriva a 16 divizii germane. Pe frontul din Champagne, armatele a III-a, a II-a și a IV-a au tras 2.842.400 de focuri de artilerie și 577.700 de obuze grele, care, împreună cu consumul de la Artois din cea de-a Treia Bătălie de la Artois, a epuizat aprovizionarea franceză cu muniție. Mijloacele și echipamentele franceze au fost insuficiente pentru cererile de tranșee și a urmat o perioadă de acalmie, în care supraviețuitorii ofensivei franceze s-au odihnit, înlocuind pierderile și acumulând mai mult echipament și mai multă muniție. Pe 22 octombrie, Joffre a susținut că ofensiva de toamna a dus la câștiguri tactice importante, a făcut multe victime și a produs o superioritate morală asupra germanilor și că doar lipsa muniției de artilerie a dus la un eșec în atingerea obiectivelor strategice ale ofensivei. Pentru a păstra cât mai multe trupe germane departe de Frontul de Est, operațiunile ofensive trebuiau să continue, dar trupele din prima linie trebuiau să fie păstrate la un nivel minim peste iarnă și o nouă strategie trebuia să fie elaborată.
Bazele teoretice ale ofensivei franceze din 1915 au fost prezentate în But et conditions d'une action offensive d'ensemble (Scopul și condițiile unei acțiuni ofensive de ansamblu, 16 aprilie 1915) și în Nota 5779, care au fost compilate din analiza rapoartelor primite de pe front încă din 1914. Documentul conținea instrucțiunile referitoare la tacticile de infiltrare, barajele în mișcare și gazele otrăvitoare, care urmau să fie folosite în mod sistematic în luptă pentru a crea o ruptură. Luptă continuă urma să fie înlocuită cu avansări treptate în liniile succesive de apărare germane. Atacurile metodice urmau să aibă loc periodic și să consume în mod inexorabil rezervele de infanterie germană. Apărarea germană urma să cedeze în cele din urmă și să facă fezabil o avansare franceză. Metodele lente și mai deliberate aveau scopul de a păstra forța și efectivul infanteriei franceze, care zdrobise defensiva organizată de germani în 1914.
În luptele din toamnă, Aliații au depășit numeric Westheer (Armata germană de pe Frontul de Vest) cu 600 batalioane de infanterie, dar nu au realizat un progres și sosirea întăririlor germane, după prima zi, l-au făcut imposibil. Mai multe divizii au fost aduse de pe Frontul de Est, dar erau obosite și fără prea mare valoare. Comandantul german, generalul Erich von Falkenhayn, a subestimat posibilitatea unei ofensive și a păstrat rezerva Oberste Heeresleitung (OHL, Înaltul Comandament German) răspândită pe toată lungimea Frontului de Vest în loc să o concentreze în zonele amenințate. Analizele franceze ale ofensivei au evidențiat că rezervele au fost mutate în apropierea frontului, fiind gata să exploateze o spargere a frontului, și au avansat la timp. Trupele au fost atașate apoi celor mai importante divizii, au blocat liniile de comunicații și au suferit multe pierderi, în timp ce mențineau frontul. Comunicațiile au eșuat și comandanții nu au putut cunoaște situația reală, coordonarea artileriei cu infanteria a fost slabă, iar ploaia a ținut la sol avioanele franceze de recunoaștere. Mulți comandanți francezi au concluzionat că spargerea frontului nu se putea realiza printr-un singur atac și că era nevoie de mai multe bătălii care să spargă defensiva inamicului și să facă imposibilă replierea acesteia.
Raportul german, Experiențele Armatei a 3-a în luptele de toamnă din Champagne, 1915, a menționat că apărarea celor mai înaintate poziții a eșuat de mai multe ori, deoarece atacatorii au deteriorat grav fortificațiile germane de pe teren și au tăiat obstacolele din sârmă ghimpată din fața lor prin bombardamente îndelungate de artilerie. Cea de-a doua poziție nu a fost ruptă și Armata a 3-a a raportat că decizia de a construi cea de-a doua poziție a fost justificată din moment ce francezii au trebuit să-și amâne atacurile lor până ce artileria a fost mutată înainte, ceea ce a avut loc până în 4 octombrie. Impulsul inițial al ofensivei nu a fost menținut, deoarece trupele franceze ce se aflau în înaintare au fost dezorganizate, ceea ce a făcut ca atacurile coordonate să fie imposibil de realizat. Prizonierii francezi au afirmat că nu a fost realizată o organizare metodică a rezervelor pentru a exploata spargerea frontului și au reafirmat opinia că un progres putea fi încă posibil.
Lipsa trupelor a făcut imposibil răspunsul german prin organizarea unor contraatacuri de mare amploare, dar mai puțin pripite, ale trupelor locale, care să reușească distrugerea unităților franceze slăbite de pierderi și aflate în neputință de a consolida terenul capturat. S-a recomandat ca aceste rezerve trebuie să devină disponibile prin reducerea numărului de trupe germane aflate în prima linie, iar un singur om la fiecare 2-3 metri în prima linie era suficient. Cooperarea între toate armatele, asistența acordată de sectoarele vecine și exploatarea mișcării pe flancuri au stopat ofensiva franceză. S-a recomandat construirea unor poziții întărite intermediare între prima și cea de-a doua poziție. Se intenționa apărarea primei poziții care ar disipa efectul spargerii frontului și forța atacatorilor de a realiza numeroase atacuri individuale, în zonele în care cunoașterea locală și pregătirea terenului ar fi fost avantajoasă pentru apărători. Posturile de observație trebuiau să fie ferite de atac, rapoartele de recunoaștere să provină prompt și legăturile de comunicații să fie cât mai puternice. Un câmp larg de bătaie era inutil și trebuia eliminat pentru a face fiecare parte a poziției mai ușor de apărat prin plasarea apărării pe versanți, ascunse de punctele de observație de la sol. 
În memoriile sale (1919), Falkenhayn a scris că bătălia din toamnă a arătat că prezența unor trupe numeroase pe Frontul de Vest nu era suficientă pentru a învinge armatele care se adăposteau în fortificațiile defensive
„.... lecțiile care pot fi deduse din eșecul atacului în masă al inamicilor noștri sunt categoric împotriva oricărei imitații a metodelor lor de luptă. Încercările unei spargeri în masă a frontului, chiar și cu o cantitate extremă de oameni și materiale, nu pot fi considerate ca având perspective de succes.”—Falkenhayn
și că planurile făcute mai devreme în 1915, pentru o ofensivă în Franța, erau depășite. Falkenhayn trebuia să rezolve lecțiile paradoxale ale războiului din 1914, pentru a găsi o modalitate de a pune capăt războiului într-un mod favorabil pentru Germania, ceea ce a culminat cu victoria de la Verdun din 1916, când Falkenhayn a încercat să-i determine pe francezi să repete eșecul costisitor din cea de-a doua bătălie din Champagne.

### Victime
Ofensiva a produs dezamăgire în rândul francezilor. În ciuda noului atac pe eșaloane ei au realizat doar un progres rapid în perioada în care germanii au fost nevoiți să-și aducă unitățile de rezervă de pe alte fronturi. Francezii au pierdut 145.000 de militari, în timp ce germanii au avut 72.500 de pierderi umane (Foley dă numărul de 97.000 de pierderi umane bazându-se pe oficiosul istoric german Der Weltkrieg.) Francezii au luat 25.000 de prizonieri și au capturat 150 de tunuri. Potrivit Der Weltkrieg, pierderile franceze din cadrul armatelor a IV-a, a II-a și a III-a în perioada 25 septembrie - 7 octombrie au fost de 143.567 militari, plus 48.230 de militari ale Armatei a X-a Franceză în 25 septembrie - 15 octombrie și 58.612 pierderi ale Armatei I-a Britanică în perioada 25 septembrie - 16 octombrie, adică un total de circa 250.000 de pierderi umane față de cele circa 150.000 de pierderi umane ale armatelor germane, din care 81.000 au avut loc în bătălia din Champagne din perioada 22 septembrie - 14 octombrie. Oficiosul istoric francez menționează 191.795 de pierderi în luptele din regiunile Champagne și Artois.